# Mehmetçik/Galatia
Mehmetçik bzw. Galateia (griechisch Γαλάτεια) ist ein Dorf auf der Karpas-Halbinsel im Norden der Mittelmeerinsel Zypern, das 1958 den türkischen Namen Mehmetçik erhielt. 1974 wurde der Ort mitsamt dem Nordteil der Insel von türkischen Truppen besetzt und gehört de facto zum Distrikt İskele der 1983 gegründeten Türkischen Republik Nordzypern.

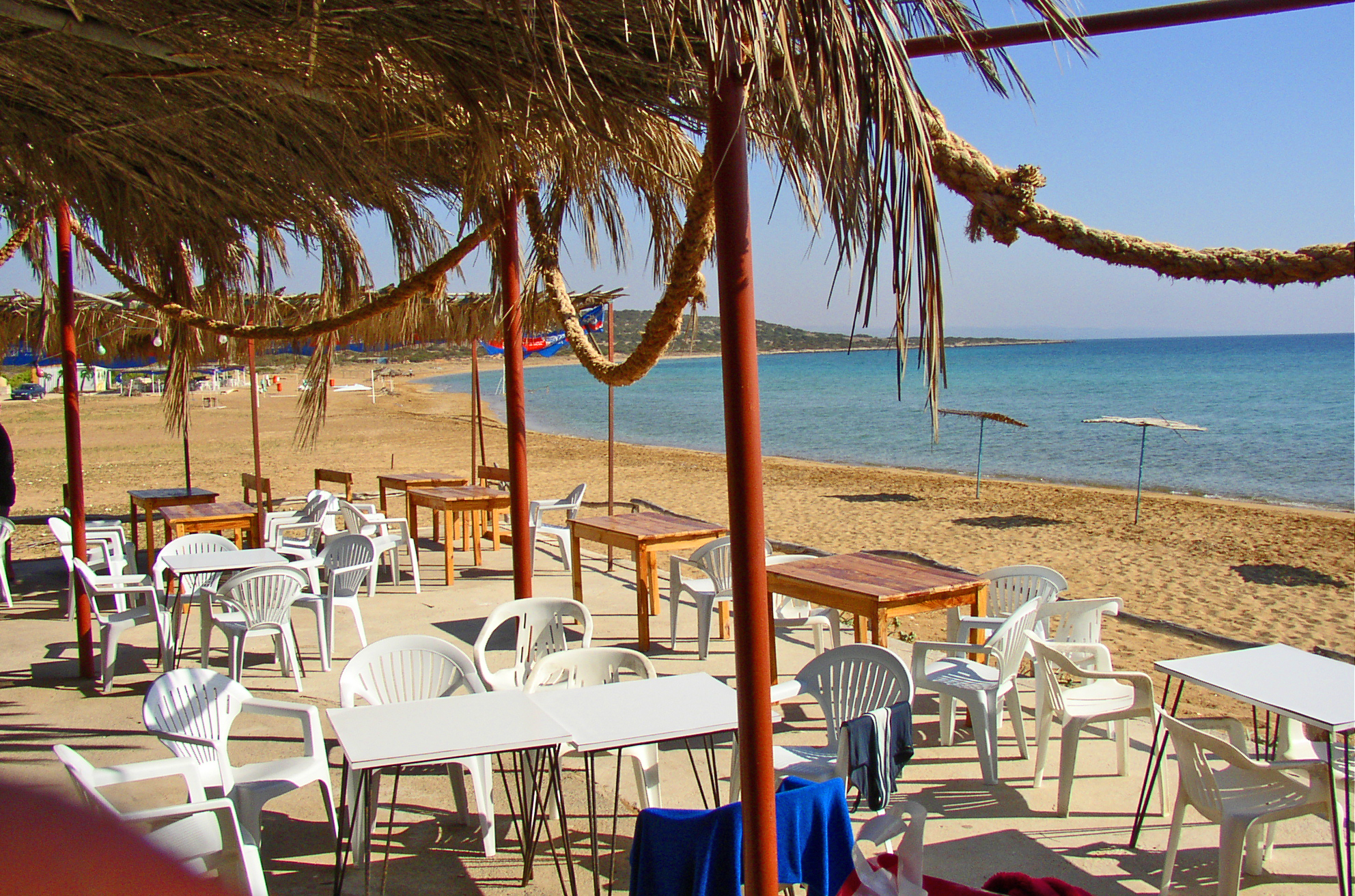
Strand in der Nähe von Mehmetcik, 2003

1831 zählte der Ort 131 Haushaltsvorstände (nur diese wurden gezählt), 1891 lebten dort 575 Türken und zwei Griechen – wobei inzwischen noch nach der Religion unterschieden wurde, Muslime konnten demnach nur „Türken“ sein, Christen „Griechen“, womit die jeweiligen Minderheiten verschwanden. Bis 1931 war die Einwohnerzahl auf 938 angestiegen, wobei zu dieser Zeit sechs Griechen gezählt wurden. 1960 wohnte neben den 1260 Türken kein Grieche mehr im Dorf, 1964 bis 1971 war Mehmetçik das Verwaltungszentrum für die türkische Enklave in Nordzypern. 1971 lebten dort 71 Flüchtlinge („displaced persons“) bei 1550 Einwohnern. Bis 1996 sank die Einwohnerzahl auf 1056, denn viele der Jüngeren verließen wegen der schlechten wirtschaftlichen Perspektive die Region. Im Jahr 2006 zählte man wieder 1196 Einwohner, 2011 waren es 3729.